# Hebridae
Hebridae es una familia de insectos en el orden Hemiptera, comúnmente denominados bichos acuáticos aterciopelados. Existen unas 220 especies ordenadas en 8 géneros en la familia Hebridae.  Son insectos semi-acuáticos que viven entre el musgo o en estanques con abundante vegetación, en la cual cazan pequeños artrópodos. Estos insectos son los más pequeños entre los Gerromorpha, y poseen el aspecto de minúsculos miembros de la familia Veliidae. Los hebridos a veces se desplazan por la superficie del agua, pero prefieren caminar o correr por la superficie en vez de deslizarse o patinar.

## Descripción
Los hebridos son pequeños, con longitudes de 1.3 a 3.7 mm. Tienen una capa característica de pelos cortos y densos que cubren su cuerpo, excepto sus abdómenes y apéndices, de lo cual deriva el nombre común de "chinche de agua de terciopelo". Tienen tarsos en dos segmentos, con sus patas articuladas más cortas que sus cuerpos. A diferencia de los Veliidae y Mesoveliidae, solo se conocen formas aladas. Sin embargo, estas alas pueden estar bien desarrolladas, o ser cortas o directamente estar ausentes. La membrana del ala, cuando está presente, carece de venas distintivas que son comunes de las chinches Saldidae. Por lo general son de color oscuro. El pico de los hebridos es largo, llega hasta su segundo par de patas y se asienta en un surco en sus cabezas. También tienen garras apicales, que carecen de las garras preapicales de los Veliidae. Sus pronotos son anchos, generalmente más que el resto de sus cuerpos.